# Гуго II Магнус
Гуго II Магнус (фр. Hugues de France; 1017 — 17 вересня 1025) — король Франції, співправитель свого батька, Роберта II Побожного, з 1017 року до своєї смерті в 1025 році. Він був членом династії Капетингів, сином Роберта II від третьої дружини Констанції Арльської.